# Raoul Bellanova
Raoul Bellanova (* 17. Mai 2000 in Rho) ist ein italienischer Fußballspieler. Der Außenverteidiger steht bei Atalanta Bergamo unter Vertrag und ist Nationalspieler.

## Karriere
Bellanova stammt aus den Jugendabteilungen der AC Mailand. 2019 wechselte er zum französischen Klub Girondins Bordeaux; es folgten Leihgeschäfte zu Atalanta Bergamo und Delfino Pescara 1936. Seinen Durchbruch schaffte der Rechtsfuß in der Saison 2021/22, als an Cagliari Calcio ausgeliehen war, 31 Serie-A-Partien absolvierte und dabei ein Tor erzielte. Im Sommer 2022 verpflichtete ihn Cagliari fest.
Zur Saison 2022/23 wechselte Bellanova auf Leihbasis zum Inter Mailand, der die Kaufoption am Ende der Saison nicht geltend machte. Am 30. Juni 2023 wechselte Bellanova innerhalb der Serie A zum FC Turin, wo er einen Vertrag bis zum 30. Juni 2027 unterschrieb.
Am 22. August 2024 wechselte der Verteidiger für ca. 22 Millionen Euro plus Bonus zu Atalanta Bergamo.

### Nationalmannschaft
Bellanova durchläuft seit 2015 die verschiedenen italienischen Juniorennationalmannschaften.
In der A-Nationalmannschaft debütierte Bellanova am 24. März 2024 unter Luciano Spalletti beim 2:0-Sieg im Freundschaftsspiel gegen Ecuador, in dem er zur zweiten Halbzeit für Giovanni Di Lorenzo eingewechselt wurde.

## Erfolge
- Team des Jahres der Serie A: 2024